# Hemerodromia coleophora
Hemerodromia coleophora är en tvåvingeart som beskrevs av Axel Leonard Melander 1927. Hemerodromia coleophora ingår i släktet Hemerodromia och familjen dansflugor. Inga underarter finns listade i Catalogue of Life.